# Резолюция Совета Безопасности ООН 2774
Резолюция Совета Безопасности ООН 2774 была принята 24 февраля 2025 года. Резолюция была приурочена к третей годовщине вторжения России на Украину и стала первым решением Совета Безопасности по Украине за эти три года. Документ выражает скорбь по поводу трагической гибели людей и напоминает, что главная цель ООН заключается в поддержании международного мира и безопасности и мирном разрешении споров. Принимая резолюцию 10 голосами за при 5 воздержавшихся (Великобритания, Греция, Дания, Словения, Франция), Совет Безопасности убедительно просил незамедлительно прекратить конфликт и призвал к установлению прочного мира между Украиной и Россией.
Автором резолюции выступили США. Её текст совпадал с проектом резолюции Генеральной Ассамблеи ООН ES-11/8, также внесённым США, который накануне был принят Генассамблеей с поправками, так что при голосовании США воздержались. В ходе обсуждения на заседании Совета Безопасности, представитель России приветствовал изменение позиции США по отношению к войне. Представитель Великобритании выразил недовольство тем, что в тексте не говорится, кто начал войну. Великобритания, Франция и Россия предложили в общей сложности пять поправок, ни одна из которых не была принята. Также было отклонено предложение отложить голосование, чтобы дать участникам время на переговоры.